# 伊藤剛臣
伊藤剛臣（いとう たけおみ、1971年4月11日 - ）は、日本の元ラグビー選手。現在ジャパンラグビーリーグワン釜石シーウェイブスRFCのアドバイザーを務めている。

## プロフィール
- 東京都荒川区出身[1]。
- ポジションはナンバーエイト(No8)、フランカー(FL)。
- 現役時代のサイズは身長 185 cm、体重 92 kg。
- 日本代表キャップは62。
- ニックネームはタケ。

## 来歴
小学校では野球、中学校ではバスケットボールに打ち込む。
法政二高校入学と同時に甲子園を目指して硬式野球部に仮入部後、体育科の教師だった当時の担任の勧めでラグビー部に入部。高校時代のポジションはロックだった。3年時に高校日本代表に選出されている。
法政大学社会学部応用経済学科（現・社会政策科学科）に進学。3年時にナンバー8に定着し、大学選手権で優勝した。
大学卒業後、神戸製鋼に入社。1年目から試合に出場し、1994年度の全国社会人大会、日本選手権7連覇に貢献した。
その後もチームの1999,2000年度全国社会人大会優勝、1999,2000年度日本選手権優勝、トップリーグ開幕初年度の2003年シーズン優勝に中心選手として貢献した。
2012年、シーズン終了後に戦力外通告を受け、18年に亘り在籍した神戸製鋼コベルコスティーラーズを退団。
現役続行を表明し、釜石シーウェイブスへの入団を希望しトライアウトを受験して入団した。
2016年、ホリプロと契約した。
2018年、現役を引退した。
ラグビー日本代表では、1996年パシフィック・リム選手権の香港戦で初キャップを獲得し、W杯には99年、03年と2大会連続出場した。キャップ62は歴代7位である。

## テレビ
- ジャンクSPORTS（2009年2月15日、フジテレビ）「清原和博SP」
- ラグビーウィークリー（2012年10月8日、BS朝日）「ワイルドな奴 #1」
- サタデースポーツ（2012年12月1日、NHK）
- スポーツがあったから（2014年12月29日、テレビ東京）
- サンデースポーツ（2015年2月8日・2015年10月4日、NHK）
- 深層NEWS（#366、2015年3月9日、BS日テレ）「釜石復興へのトライ！ ラグビーを希望の光へ」
- 旅スルおつかれ様〜ハーフタイムツアーズ〜 (2018年11月13日、14日、テレビ東京)「放送東海道五十三次をあるく元ラグビー選手が東海道五十三次の街道あるきへ」

## 受賞歴
- 2003-04 ベストフィフティーン